# ملکیور
ملکیور یا ملیخیور (به انگلیسی: Melchior) ظاهراً یکی از سه مرد دانا (سه مُغ) در داستان کتاب مقدس بود که همراه با گاسپار و بالتازار پس از تولد عیسی مسیح به دیدار او رفتند. گفته می‌شود که او مسن‌ترین عضو این گروه بود. در سنت، او را پادشاه سرزمین پارس [روحانی زرتشتی در دودمان اشکانیان ایران] می‌نامیدند و هدیهٔ طلا را برای عیسی مسیح آورد. در کلیسای مسیحیت غربی، او همانند دو مغ دیگر به عنوان یک قدیس شناخته می‌شود.

## سنت
در انجیل‌های عهد جدید، نام یا تعداد این مردان دانا ذکر نشده است؛ اما نام‌های سنتی آن‌ها به یک نسخهٔ خطی یونانی مربوط به سال ۵۰۰ میلادی نسبت داده می‌شود که به لاتین ترجمه شده و به عنوان منبع این نام‌ها پذیرفته شده است. بر اساس توصیف «بید» در قرن هشتم، ملکیور «مردی سالخورده با موهای سفید و ریشی بلند» بوده است. او معمولاً به عنوان پادشاه پارس نیز شناخته می‌شود.
سه مرد دانا که ستارهٔ بیت‌لحم را دنبال می‌کردند، [در مستند کوه خواجه به کارگردانی ماکان عاشوری اشاره شده که این سه مغ (سه روحانی زرتشتی) بر فراز کوه خواجه در سرزمین سیستان با ابزارهایی مانند اسطرلاب ستارهٔ دنباله‌دار مطرح شده را دنبال کردند] ابتدا به کاخ هیرودیس بزرگ رفتند. هیرودیوس از آن‌ها خواست که کودک را بیابند و پس از پیدا کردنش، اطلاعات را به او گزارش دهند. هنگامی که آن‌ها به خانهٔ عیسی مسیح رسیدند، او را پرستش کردند و هدایا را تقدیم کردند. ملکیور، طلا را به نشانهٔ پادشاهی عیسی مسیح بر جهان پیشکش نمود.
بر اساس یک تقویم مربوط به قدیسان قرون وسطایی، ملیکور پس از بازگشت به پارس، در سال ۵۴ میلادی دوباره با دیگر مغ‌ها در ارمنستان بزرگ دیدار کرد تا جشن میلاد مسیح را برگزار کنند. او در اول ژانویهٔ سال ۵۵ میلادی در سن ۱۱۶ سالگی درگذشت.

## یادبود

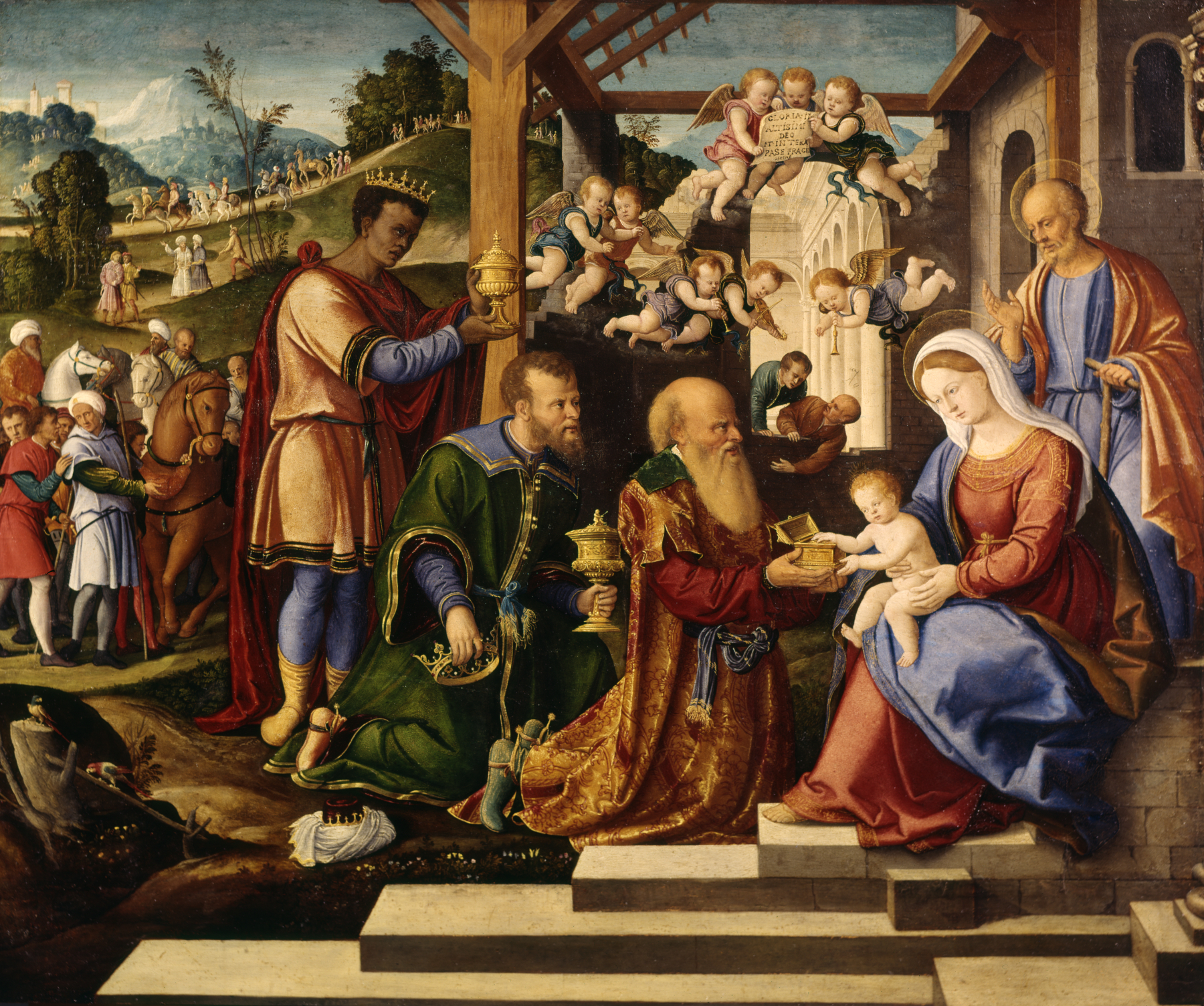
ستایش سه پادشاه اثر ژیرولامو دا سانتاکروسه

گفته می‌شود که ملکیور همراه با دیگر مغ‌ها در آرامگاه «سه پادشاه» در کلیسای جامع کلن دفن شده است. بقایای او ابتدا در سال ۳۱۴ میلادی توسط اوستورگیوس اول از قسطنطنیه به میلان منتقل شد و سپس در سال ۱۱۶۴ میلادی، فردریک بارباروسا، امپراتور روم آن را به کلن انتقال داد. یادبود ملکیور همراه با دیگر مغ‌ها در جشن «ظهور مسیح» گرامی داشته می‌شود؛ اما در آیین کاتولیک، روز ۶ ژانویه به‌طور ویژه به یاد او اختصاص دارد.